# David Mendes da Silva (football, 1982)
Pour les articles homonymes, voir David Mendes da Silva.
David Miquel Mendes da Silva Gonçalves, plus communément nommé David Mendes da Silva, est un footballeur néerlandais d'origine cap-verdienne, né le 4 août 1982 à Rotterdam. Il évolue en tant que milieu de terrain dans le club du Sparta Rotterdam.

## Carrière
Le 14 avril 2000, David Mendes da Silva fait ses débuts dans le football professionnel, à l'âge de dix-sept ans, par un match de Championnat des Pays-Bas, sous le maillot du Sparta Rotterdam, face au FC Utrecht. Après seulement quelques apparitions, le joueur attire la convoitise de plusieurs clubs étrangers, notamment Newcastle United. Le Sparta et David Mendes da Silva décident cependant conjointement de ne pas donner suite à l'offre formulée par ce club anglais. En décembre 2002, le joueur quitte provisoirement son club formateur, alors en deuxième division, pour un prêt à l'Ajax Amsterdam, qui devait lui permettre de conserver sa popularité et son niveau. Cependant, à Amsterdam, David Miquel Mendes da Silva Gonçalves ne fait pas une seule fois son apparition sous le maillot de l'Ajax et retourne finalement au Sparta Rotterdam, relégué entre-temps à l'échelon inférieur.
Quelques jours avant le début de la saison 2004-2005, David Mendes da Silva est transféré, à vingt-deux ans, dans le club de NAC Breda, où il retrouve l'élite. Le montant du transfert avoisine les 50 000 euros et le Sparta obtient que la moitié de la valeur d'un transfert ultérieur du joueur lui soit reversé.
Sous le maillot de NAC Breda, David Mendes da Silva termine sa première saison avec 30 matches et cinq buts. Sa maîtrise tactique et sa maturité surprennent les supporteurs de NAC et il se révèle comme un des piliers et une des pépites du club. En 2005, AZ Alkmaar manifeste son intérêt pour le joueur, mais le transfert échoue au dernier moment. C'est l'année suivante que le transfert du natif de Rotterdam pour AZ est finalisé. Il y devient un titulaire polyvalent au milieu de terrain.
Le 15 novembre 2006, après ses bonnes prestations en club, le sélectionneur des Pays-Bas, Marco van Basten, l'appelle en équipe nationale, pour un match amical contre l'Angleterre. Il n'y fera cependant pas son apparition, qui aura lieu quelques mois plus tard, le 7 février 2007, lors d'une rencontre opposant les Pays-Bas à la Russie. Il entrera, à la place de Nigel de Jong, à la 63e minute. Ce match se soldera par une victoire néerlandaise sur le score de 4-1.
En juillet 2010, il s'engage avec les Red Bull Salzbourg.

## Statistiques
| Saison    | Club               | Pays     | Compétition    | Matches | Buts |
| --------- | ------------------ | -------- | -------------- | ------- | ---- |
| 1999-2000 | Sparta Rotterdam   | Pays-Bas | Eredivisie     | 4       | 0    |
| 2000-2001 | Sparta Rotterdam   | Pays-Bas | Eredivisie     | 33      | 1    |
| 2001-2002 | Sparta Rotterdam   | Pays-Bas | Eredivisie     | 27      | 1    |
| 2002-2003 | Ajax Amsterdam     | Pays-Bas | Eredivisie     | 0       | 0    |
|           | Sparta Rotterdam   | Pays-Bas | Eerste divisie | 17      | 2    |
| 2003-2004 | Sparta Rotterdam   | Pays-Bas | Eerste divisie | 36      | 4    |
| 2004-2005 | NAC Breda          | Pays-Bas | Eredivisie     | 30      | 3    |
| 2005-2006 | NAC Breda          | Pays-Bas | Eredivisie     | 26      | 2    |
| 2006-2007 | AZ Alkmaar         | Pays-Bas | Eredivisie     | 24      | 4    |
| 2007-2008 | AZ Alkmaar         | Pays-Bas | Eredivisie     | 27      | 2    |
| 2008-2009 | AZ Alkmaar         | Pays-Bas | Eredivisie     | 29      | 2    |
| 2009-2010 | AZ Alkmaar         | Pays-Bas | Eredivisie     | 29      | 1    |
| 2010-2011 | Red Bull Salzbourg | Autriche | Bundesliga     | 21      | 3    |
| 2011-2012 | Red Bull Salzbourg | Autriche | Bundesliga     | 16      | 1    |
| 2012-2013 | Red Bull Salzbourg | Autriche | Bundesliga     | 6       | 0    |
| 2013-2014 | Panathinaikos      | Grèce    | Alpha Ethniki  | 29      | 0    |
| 2014-2015 | Panathinaikos      | Grèce    | Alpha Ethniki  | 15      | 0    |
| 2015-2016 | Panathinaikos      | Grèce    | Alpha Ethniki  | 0       | 0    |
| 2016-2017 | Sparta Rotterdam   | Pays-Bas | Eredivisie     | 5       | 0    |
| Total     |                    |          |                | 374     | 26   |